# Pat O'Brien (músico)
Pat O'Brien (nacido en Kentucky, Estados Unidos, el 15 de diciembre de 1968) es un músico y guitarrista de la banda de death metal Cannibal Corpse.

## Biografía
O'Brien nació en el norte de Kentucky. Se graduó de la Conner High School en Hebron, Kentucky en 1983 y actualmente reside en Tampa. Sus pasatiempos incluyen la caza y el tiro deportivo. O'Brien consiguió su primera guitarra, a la edad de 11 años, cuando su madre le compró una guitarra acústica para la Navidad. Más tarde, cuando empezó a practicar más, recibió su primera guitarra eléctrica, una copia del modelo Gibson SG. Su padre también le compró una Gibson Flying V de 1974. Sus inspiraciones son AC/DC, Black Sabbath, Deep Purple, Mercyful Fate y Metallica. Durante su juventud, asistió a varios cursos y estudió la guitarra clásica. Recuerda que su interés por la guitarra clásica probablemente vino de un concierto de Andrés Segovia al que asistió con su padre.
Le metieron en la cárcel hace un tiempo por ir armado hasta los dientes, agredir a un policía con la casa en llamas y todo, pero él pago los 50 mil dólares.

## Carrera
Comenzó a tocar en una serie de bandas, algunas veces como músico de gira y otras veces como miembro de tiempo completo. A lo largo de la década de 1980, tocó en bandas de heavy metal como Chastain y Prizoner. 
En la década de 1990, derivó del heavy metal al death metal. Entre 1990 y 1992, se unió al grupo de death/thrash Ceremony junto a Steve Tucker, Greg Reed y Shannon Purdon. Graban una maqueta titulada "Ceremony", que fue lanzada en 1992; además, lanzaron en 2000 un EP titulado "The Days before the Death", participando O'Brien en la masterización junto a Mark Prator. 
Después de la desintegración de la banda, decidió mudarse de Cincinnati y buscar una nueva banda. A través del intercambio de cintas fue finalmente contratado por Nevermore, que en ese momento estaba buscando un segundo guitarrista.
O'Brien se trasladó a Los Ángeles y se quedó en Nevermore por 2 años, durante los cuales grabó el EP In Memory y el álbum The Politics of Ecstasy. También estuvo de gira con la banda y apareció en el videoclip de la canción "What Tomorrow Knows" del álbum debut homónimo de Nevermore. Sin embargo, se sentía insatisfecho con la banda, ya que prefería participar en un proyecto de death metal.
Después de su salida de Nevermore, atravesó un período de transición, uniéndose brevemente a Monstrosity como miembro de gira, pero se mantuvo algo inactivo por el resto del tiempo.

### Cannibal Corpse
En 1997 fue acercado a Cannibal Corpse por varios contactos. Después de audicionar para la banda, se transformó finalmente en miembro permanente y reemplazó a Rob Barrett. Tras su incorporación, participó en todos los discos de la banda desde Gallery of Suicide hasta Red Before Black.
O'Brien ha sido acreditado en algunas de las canciones técnicamente más complicadas de la banda. Por ejemplo, tiene autoría en una canción que ha sido citada por otros miembros de la banda, tanto pasados como actuales, como la más difícil de Cannibal Corpse: "Frantic Disembowelment", del álbum The Wretched Spawn. Hasta el día de hoy, la banda ha tocado esta canción en vivo sólo una vez.
O'Brien ha sido a menudo elogiado por sus compañeros y otros músicos de la escena death metal, debido a sus habilidades. En el DVD documental the Centuries of Torment:The First 20 Years el bajista Alex Webster dijo: "Algunas de sus partes rítmicas son tan difíciles como un solo podría ser en otras banda." El batería Paul Mazurkiewicz elogió también su contribución a la música de la banda diciendo:"Realmente es una parte vital del sonido de Cannibal Corpse. Sus canciones son geniales y definitivamente necesitamos sus canciones en nuestros CDs." O'Brien admitió que tiende a escribir canciones más técnicas, pero a menudo lo considera como un subproducto del proceso de composición y no un fin en sí mismo. Pero, a diferencia de Webster, Barrett y Mazurkiewicz, O'Brien no participa en la composición de las letras y se centra más en la música.

### Slayer
En abril de 2011 O'Brien ocupó temporalmente el puesto de Gary Holt, cuando éste salió de la gira europea de Slayer para tocar con su propia banda Exodus. Holt ingresó a Slayer como reemplazo del guitarrista Jeff Hanneman desde el 26 de febrero de 2011.

### Apariciones como invitado
O'Brien hizo varias apariciones como guitarrista. Colaboró en el álbum debut Shock Waves de Leather, publicado en 1989. Tocó un solo de guitarra en la canción "Balancing Act" que salió en 1997 como una pista adicional para la reedición del EP "Your Favorite God" de Lethal. En 2006 tocó la guitarra en "Render My Prey" del álbum de Spawn of Possession "Noctambulant". En 2008 O'Brien tocó la guitarra en la canción "Race Against Disaster" en el álbum debut "Zero Order Phase" de Jeff Loomis. Ese mismo año hizo una aparición en el álbum de Kataklysm "Prevail".

## Equipos musicales
O'Brien utiliza principalmente B.C. Rich Custom Shop JR Vs que están equipados con una pastilla EMG 81 en el puente y un puente Floyd Rose. Cuando en gira, toma cuatro guitarras, una para las diferentes afinaciones y una guitarra de reserva. En Cannibal Corpse O'Brien actualmente utiliza dos afinaciones: Bb y G# estándar. Aparte de B.C. Rich, también utilizó RAN Guitars. Ambas compañías han lanzado sus respectivos modelo de guitarra Pat O'Brien signature. A lo largo de su carrera O'Brien siempre ha preferido utilizar la guitarra en forma de Vs. Otras guitarras incluidas en su colección son:
- B.C. Rich JR V 7 cuerdas,
- B.C. Rich JR V barítono,
- Gibson Flying V (de 1979 y de 1981),
- Jackson King V,
- RAN Invader.

Para la amplificación, utiliza cabezas Mesa Boogie Triple Rectifier (2 canales) con gabinetes 4x12, algunas de las cuales están cargadas con altavoces Celestion Vintage 30 y otros que están cargados con altavoces Electro-Voice EVM12L Black Label Zakk Wylde. También utiliza una serie de pedales de efectos, como un Boss MT-2 Metal Zone modificado para Robert Keeley, un ISP Technologies Decimator Reducción de Ruido, un Dunlop Crybaby Wah y un Boss Octaver.

## Discografía
Ceremony
- 1992 - Ceremony (Demo)
- 2000 - The Days Before the Death (EP)

Nevermore
- 1996 - In Memory (EP)
- 1996 - The Politics of Ecstasy

Cannibal Corpse
- 1998 - Gallery of Suicide
- 1999 - Bloodthirst
- 2002 - Gore Obsessed
- 2004 - The Wretched Spawn
- 2006 - Kill
- 2009 - Evisceration Plague
- 2012 - Torture
- 2014 - A Skeletal Domain
- 2017 - Red Before Black

### Apariciones
Jeff Loomis
- 2008 - Zero Order Phase

Kataklysm
- 2008 - Prevail

Leather
- 1989 - Shock Waves

Lethal
- 1997 - Your Favorite God (EP)

Spawn of Possession
- 2006 - Noctambulant